# 孟武伯
孟武伯（？—？），姬姓，孟孫氏，名彘，世稱仲孙彘，魯国孟孫氏第10代宗主，是孟懿子的儿子。

## 生平

### 求學於孔子
曾向孔子问孝。孔子曰：“父母唯其疾之忧。”
又咨询仲由、冉求、公西赤是否仁。

### 襲父爵
魯哀公十四年（前481年）八月辛丑，父親仲孙何忌去世。
前478年，孟武伯与高柴辅佐鲁哀公与齐平公会盟。
前470年，鲁哀公从越国回来，季康子、孟武伯在五梧迎接，饮酒不乐，国君与大夫有恶。
前468年，鲁哀公多次问孟武伯“请有问于子，余及死乎？”回答：“臣无由知之。”之后，鲁哀公通过邾国逃到越国。三桓拥立其子为鲁悼公。